# Jarošovice (Týn nad Vltavou)
Jarošovice je základní sídelní jednotka města Týn nad Vltavou v okrese České Budějovice. Nachází se 4 km severovýchodně od města v jeho katastrálním území a vznikly na místě někdejšího poplužního dvora týnského arcibiskupského panství. V jižní části vesnice se rozkládá areál Kompostárny Jarošovice. Na rozcestí se silnicí do Týna nad Vltavou je autobusová zastávka Týn nad Vltavou, Jarošovice, rozc.1.0.

## Památky a zajímavosti
- Kříž s datací 1853 u čp. 470